# NGC 849
NGC 849 ist eine linsenförmige Galaxie vom Hubble-Typ S0 im Sternbild Cetus südlich des Himmelsäquators. Sie ist schätzungsweise 245 Millionen Lichtjahre von der Milchstraße entfernt und hat einen Durchmesser von etwa 35.000 Lj.
Im selben Himmelsareal befinden sich u. a. die Galaxien NGC 836, NGC 837, NGC 858, NGC 874.
Das Objekt wurde im Jahr 1886 vom US-amerikanischen Astronomen Francis Leavenworth entdeckt.